# Amerikaanse PGA Tour 2014
De Amerikaanse PGA Tour 2014 was het 99ste seizoen van de Amerikaanse PGA Tour. Het seizoen begon met het Frys.com Open, in oktober 2013, en eindigde met de Ryder Cup, in september 2014. Er stonden 45 toernooien op de agenda, inclusief de Ryder Cup.

## Kalender
| Data                | Data  | Toernooi                                | Baan                                                 | Land             | Winnaar                | Score    | Score                                   | Info                                    |
| 2013                | 2013  | 2013                                    | 2013                                                 | 2013             | 2013                   | 2013     | 2013                                    | 2013                                    |
| ------------------- | ----- | --------------------------------------- | ---------------------------------------------------- | ---------------- | ---------------------- | -------- | --------------------------------------- | --------------------------------------- |
| 10-10               | 13-10 | Frys.com Open                           | CordeValle Golf Club                                 | Verenigde Staten | Jimmy Walker           | 267      | –17                                     |                                         |
| 17-10               | 20-10 | Shriners Hospitals for Children Open    | TPC Summerlin                                        | Verenigde Staten | Webb Simpson           | 260      | –24                                     |                                         |
| 24-10               | 27-10 | CIMB Classic                            | Kuala Lumpur Golf & Country Club                     | Maleisië         | Ryan Moorepo           | 274      | –14                                     |                                         |
| 31-10               | 03-11 | WGC - HSBC Champions                    | Sheshan International Golf Club                      | China            | Dustin Johnson         | 264      | –24                                     | Verslag                                 |
| 07-11               | 10-11 | McGladrey Classic                       | Sea Island Golf Club                                 | Verenigde Staten | Chris Kirk             | 266      | –14                                     |                                         |
| 14-11               | 17-11 | OHL Classic at Mayakoba                 | El Camaleón Mayakoba Golf Club                       | Mexico           | Harris English         | 263      | –21                                     | Toernooirecord                          |
| 21-11               | 24-11 | ISPS Handa World Cup of Golf            | Royal Melbourne Golf Club                            | Australië        | Jason Day              | 274      | –14                                     | Verslag                                 |
| 21-11               | 24-11 | ISPS Handa World Cup of Golf            | Royal Melbourne Golf Club                            | Australië        | Adam Scott & Jason Day | 551      | –17                                     | Verslag                                 |
| 2014                |       |                                         |                                                      |                  |                        |          |                                         |                                         |
| 03-01               | 06-01 | Hyundai Tournament of Champions         | Kapalua Golf Club                                    | Verenigde Staten | Zach Johnson           | 273      | –19                                     |                                         |
| 09-01               | 12-01 | Sony Open in Hawaii                     | Waialae Country Club                                 | Verenigde Staten | Jimmy Walker           | 263      | –17                                     |                                         |
| 16-01               | 19-01 | Humana Challenge                        | PGA West Private Golf Courses La Quinta Country Club | Verenigde Staten | Patrick Reed           | 260      | –28                                     |                                         |
| 23-01               | 26-01 | Farmers Insurance Open                  | Torrey Pines Golf Course                             | Verenigde Staten | Scott Stallings        | 279      | –9                                      |                                         |
| 30-01               | 02-02 | Waste Management Phoenix Open           | TPC Scottsdale                                       | Verenigde Staten | Kevin Stadler          | 268      | –16                                     |                                         |
| 06-02               | 09-02 | AT&T Pebble Beach National Pro-Am       | Pebble Beach Golf Links                              | Verenigde Staten | Jimmy Walker           | 276      | –11                                     |                                         |
| 13-02               | 16-02 | Northern Trust Open                     | Riviera Country Club                                 | Verenigde Staten | Bubba Watson           | 269      | –15                                     |                                         |
| 20-02               | 23-02 | WGC - Accenture Match Play Championship | The Golf Club at Dove Mountain                       | Verenigde Staten | Jason Day              | 23 holes | 23 holes                                | Verslag                                 |
| 27-02               | 02-03 | The Honda Classic                       | PGA National Golf Club                               | Verenigde Staten | Russell Henley po      | 272      | –8                                      |                                         |
| 06-03               | 09-03 | WGC-Cadillac Championship               | Doral Golf Resort & Spa                              | Verenigde Staten | Patrick Reed           | 284      | –4                                      | Verslag                                 |
| 06-03               | 09-03 | Puerto Rico Open                        | Trump International Golf Club                        | Puerto Rico      | Chesson Hadley         | 267      | –21                                     | Alternatief voor het "WGC-Championship" |
| 13-03               | 16-03 | Valspar Championship                    | Innisbrook Golf Resort                               | Verenigde Staten | John Senden            | 277      | –7                                      |                                         |
| 20-03               | 23-03 | Arnold Palmer Invitational              | Bay Hill Club & Lodge                                | Verenigde Staten | Matt Every             | 275      | –13                                     | Eerste PGA Tour-zege                    |
| 27-03               | 30-03 | Valero Texas Open                       | TPC San Antonio                                      | Verenigde Staten | Steven Bowditch        | 280      | –8                                      | Eerste PGA Tour-zege                    |
| 03-04               | 06-04 | Shell Houston Open                      | Golf Club of Houston                                 | Verenigde Staten | Matt Jones po          | 273      | –15                                     |                                         |
| 10-04               | 13-04 | Masters Tournament                      | Augusta National Golf Club                           | Verenigde Staten | Bubba Watson           | 280      | –8                                      | Verslag                                 |
| 17-04               | 20-04 | RBC Heritage                            | Harbour Town Golf Links                              | Verenigde Staten | Matt Kuchar            | 273      | –11                                     |                                         |
| 24-04               | 27-04 | Zurich Classic of New Orleans           | TPC Louisiana                                        | Verenigde Staten | Noh Seung-yul          | 269      | –19                                     | Eerste PGA Tour-zege                    |
| 01-05               | 04-05 | Wells Fargo Championship                | Quail Hollow Club                                    | Verenigde Staten | J.B. Holmes            | 274      | –14                                     |                                         |
| 08-05               | 11-05 | The Players Championship                | TPC Sawgrass                                         | Verenigde Staten | Martin Kaymer          | 275      | –13                                     |                                         |
| 15-05               | 18-05 | Byron Nelson Championship               | TPC Las Colinas                                      | Verenigde Staten | Brendon Todd           | 266      | –14                                     |                                         |
| 22-05               | 25-05 | Crowne Plaza Invitational at Colonial   | Colonial Country Club                                | Verenigde Staten | Adam Scott po          | 271      | –9                                      |                                         |
| 29-05               | 01-06 | Memorial Tournament                     | Muirfield Village Golf Club                          | Verenigde Staten | Hideki Matsuyama po    | 275      | –13                                     |                                         |
| 05-06               | 08-06 | FedEx St. Jude Classic                  | TPC Southwind                                        | Verenigde Staten | Ben Crane              | 270      | –10                                     |                                         |
| 12-06               | 15-06 | US Open                                 | Pinehurst Resort                                     | Verenigde Staten | Martin Kaymer          | 271      | –9                                      | Verslag                                 |
| 19-06               | 22-06 | Travelers Championship                  | TPC River Highlands                                  | Verenigde Staten | Kevin Streelman        | 265      | –15                                     |                                         |
| 26-06               | 29-06 | Quicken Loans National                  | Congressional Country Club                           | Verenigde Staten | Justin Rose po         | 280      | –4                                      |                                         |
| 03-07               | 06-07 | Greenbrier Classic                      | The Old White TPC                                    | Verenigde Staten | Ángel Cabrera          | 264      | –16                                     |                                         |
| 10-07               | 13-07 | John Deere Classic                      | TPC Deere Run                                        | Verenigde Staten | Brian Harman           | 262      | –22                                     |                                         |
| 17-07               | 20-07 | The Open Championship                   | Royal Liverpool Golf Club                            | Engeland         | Rory McIlroy           | 271      | –17                                     | Verslag                                 |
| 24-07               | 27-07 | RBC Canadian Open                       | Royal Montreal Golf Club                             | Canada           | Tim Clark              | 263      | –17                                     |                                         |
| 31-07               | 03-08 | WGC - Bridgestone Invitational          | Firestone Country Club                               | Verenigde Staten | Rory McIlroy           | 265      | –15                                     | Verslag                                 |
| 31-07               | 03-08 | Barracuda Championship                  | Montrêux Golf & Country Club                         | Verenigde Staten | Geoff Ogilvy           | 49       | Alternatief voor het "WGC-Invitational" |                                         |
| 07-08               | 10-08 | PGA Championship                        | Valhalla Golf Club                                   | Verenigde Staten | Rory McIlroy           | 268      | –16                                     | Verslag                                 |
| 14-08               | 17-08 | Wyndham Championship                    | Sedgefield Country Club                              | Verenigde Staten | Camilo Villegas        | 263      | –17                                     |                                         |
|                     |       |                                         |                                                      |                  |                        |          |                                         |                                         |
| FedEx Cup-play-offs |       |                                         |                                                      |                  |                        |          |                                         |                                         |
| 21-08               | 25-08 | The Barclays                            | Ridgewood Country Club                               | Verenigde Staten | Hunter Mahan           | 270      | –14                                     |                                         |
| 29-08               | 01-09 | Deutsche Bank Championship              | TPC Boston                                           | Verenigde Staten | Chris Kirk             | 269      | –15                                     |                                         |
| 04-09               | 07-09 | BMW Championship                        | Cherry Hills Country Club                            | Verenigde Staten | Billy Horschel         | 266      | –14                                     |                                         |
| 11-09               | 14-09 | The Tour Championship                   | East Lake Golf Club                                  | Verenigde Staten | Billy Horschel         | 269      | –11                                     |                                         |
|                     |       |                                         |                                                      |                  |                        |          |                                         |                                         |
| 25-09               | 28-09 | Ryder Cup                               | The Gleneagles                                       | Schotland        | Europa                 | 16½-11½  | 16½-11½                                 | Verslag                                 |

| Majors |  | po = winnaar na play-off |  | (T): titelhouder |